# Alexander Kvitasjvili
Alexander Kvitasjvili (georgiska: ალექსანდრე [სანდრო] კვიტაშვილი, ukrainska: Олександр Квіташвілі), född 15 november 1970 i Tbilisi, Georgiska SSR, Sovjetunionen, är Georgiens tidigare sundhetsminister (2008-2010) och har sedan 2 december 2014 samma post i den ukrainska regeringen.
Kvitasjvili beviljades ukrainskt medborgarskap 1 december 2014 genom en särskild order av president Petro Porosjenko.